# レイジ・アゲインスト・ザ・マシーン (アルバム)

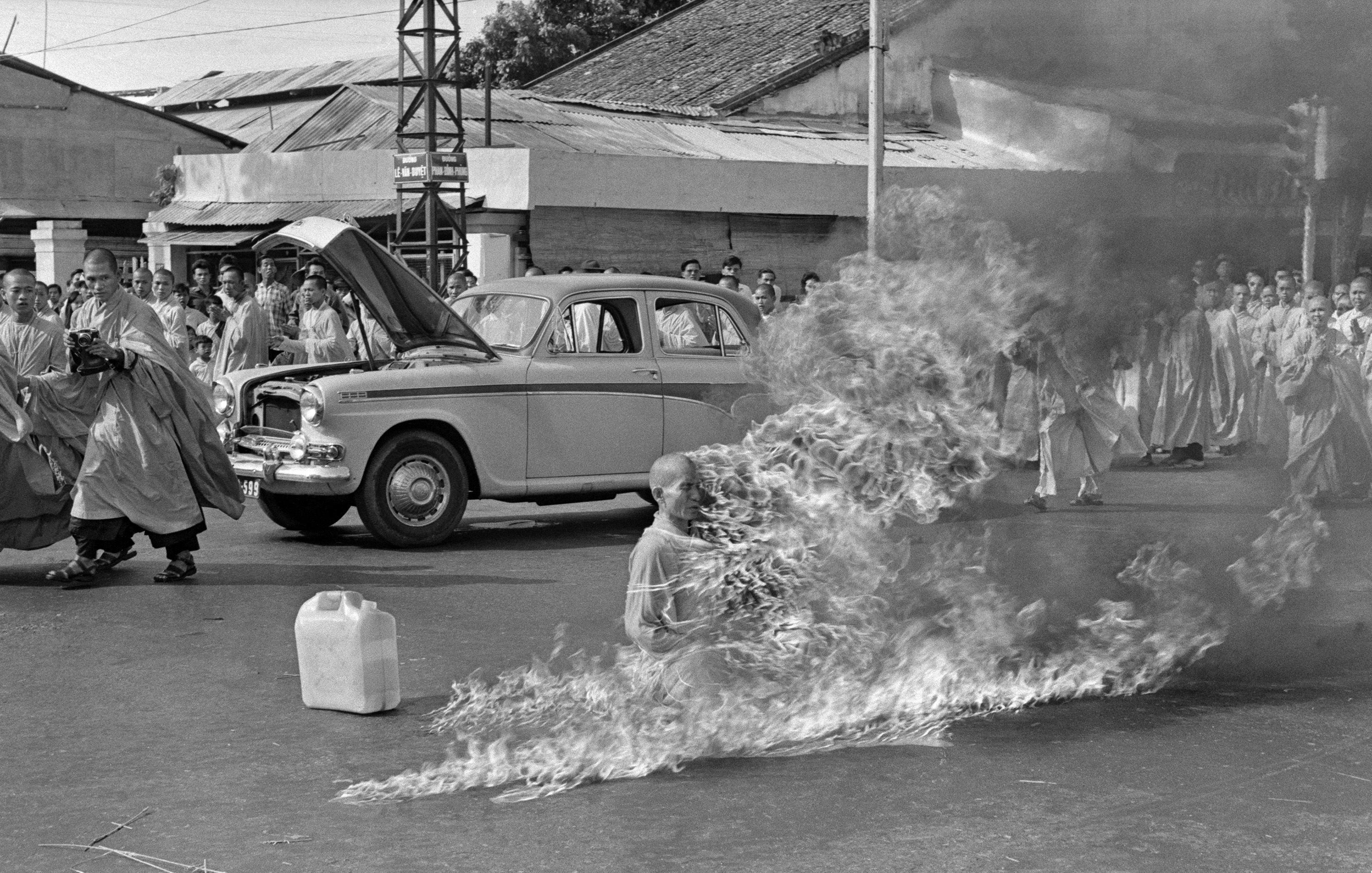
1963年6月のティック・クアン・ドックの焼身自殺。この写真は、アルバムのジャケットアートのインスピレーションとして使用された。

レイジ・アゲインスト・ザ・マシーン（Rage Against The Machine）は、アメリカのロックバンド、レイジ・アゲインスト・ザ・マシーンのデビュー・アルバム。ジャケットには、アメリカ政府傀儡の南ベトナム政権による仏教徒差別に反対するため、1963年に焼身自殺した僧侶、ティック・クアン・ドック(Thích Quảng Đức)の写真が使われている。また、その歌詞の内容などから過激な政治的メッセージや猛烈な社会批判への姿勢が見られる。
「Wake Up」は映画「マトリックス」のエンディング・テーマとして、「Killing In The Name」はビデオゲーム「グランド・セフト・オート・サンアンドレアス」や「ギターヒーロー2」に使用されている。
『ローリング・ストーン』誌が選んだ「オールタイム・グレイテスト・アルバム500」と「オールタイム・ベスト・デビュー・アルバム100」に於いて、それぞれ221位と85位にランクイン。

## 収録曲
1. ボムトラック - Bombtrack (4:05)
2. キリング・イン・ザ・ネーム - Killing in the Name (5:14)
3. テイク・ザ・パワー・バック - Take the Power Back (5:37)
4. セトル・フォー・ナッシング - Settle for Nothing (4:48)
5. ブレット・イン・ザ・ヘッド - Bullet in the Head (5:10)
6. ノウ・ユア・エネミー - Know Your Enemy (4:56)
7. ウェイク・アップ - Wake Up (6:04)
8. フィストフル・オブ・スティール Fistful of Steel (5:31)
9. タウンシップ・リベリオン - Township Rebellion (5:24)
10. フリーダム - Freedom (6:07)

## その他
収録曲のうち「ボムトラック」、「キリング・イン・ザ・ネーム」、「ウェイク・アップ」、「セトル・フォー・ナッシング」、「タウンシップ・リベリオン」はタモリ倶楽部のコーナー「空耳アワー」で取り上げられたことがある。